# 紫式部撞擊坑
紫式部撞擊坑（英語：Murasaki）是水星上位於 12 S, 31 W 的撞擊坑。直徑132公里，以日本著名作家，源氏物語的作者紫式部命名。影像中重疊在紫式部撞擊坑邊緣的明亮撞擊坑是柯伊伯撞擊坑。